# Hugh John Flemming
Hugh John Fleming (né le 5 janvier 1899 à Peel, Nouveau-Brunswick et nort le 16 octobre 1982 à Fredericton dans la même province) était un homme politique canadien qui fut premier ministre du Nouveau-Brunswick du 8 octobre 1952 au 11 juillet 1960. Le pont Hugh-John-Flemming est nommé en son honneur.